# معقم اليدين
معقم اليدين هو سائل عادة ما يُستخدم لتقليل الممراضات على اليدين. هناك العديد من التركيبات التي تكون معقم اليدين، ولكن يُفضل منها تلك التي أساسها الكحول على غسيل اليدين المُعتاد بالماء والصابون وذلك في أغلب الأحوال وفي أماكن الرعاية الصحية. يتميز معقم اليدين بقوة أعلى على قتل الميكروبات، كما أنه أسهل في الاستخدام من الماء والصابون. ولكن في حالات احتمال حدوث تلوث أو بعد استخدام المرحاض يجب أن يتم غسل اليدين. لا توجد توصيات بالاستخدام العام لأنواع معقم اليدين التي لا تحتوي على الكحول. لا توجد الكثير من الأدلة التي تدعم استخدام معقم اليدين بدلاً من غسيل اليدين خارج سياق الرعاية الصحية. تتوفير معقمات اليدين في صورة سائلة، أو في صورة جل أو رغوة.
تحتوي أنواع معقم اليدين ذات الأساس الكحولي على تركيبة من الإيزوبروبانول، والإيثانول (الكحول الإيثيلي)، و1-بروبانول. تُعد الأنواع التي تحتوي على كحول من 60% إلى 95% هي الأكثر فاعلية. ولكن يجب توخي الحذر عن استخدامها لأنها قابلة للاشتعال. لمعقمات اليدين ذات الأساس الكحولي فاعلية على ميكروبات متنوعة ولكنها لا تؤثر على البوغ. تحتوي بعض الأنواع على مركبات مثل الجليسرول لمنع جفاف البشرة. قد تحتوي الأنواع الخالية من الكحول على كلوريد البنزالكونيوم أو الترايكلوزان.
بدأ استخدام الكحول في التعقيم في 1363 على أقل تقدير، كما أن هناك أدلة تشير إلى توفره للاستخدام في أواخر القرن التاسع عشر. شاع استخدام معقمات اليدين ذات الأساس الكحولي في أوروبا منذ ثمانينات القرن العشرون على أقل تقدير. تدرج قائمة الأدوية الأساسية والنموذجية لمنظمة الصحة العالمية معقم اليدين الكحولي لأنه واحد من أكثر المواد الدوائية فاعلية وأكثرها أمنًا في الاستخدام في نظم الرعاية الصحية. تبلغ تكلفة بيع هذا المنتج بالجملة في الدول النامية ما يقرب من  1.40 إلى 3.70 دولار أمريكي لزجاجة حجمها لتر.

## الاستخدامات

### عامة الناس
حملة الأيدي النظيفة التي تقوم بها المراكز الأمريكية لمكافحة الأمراض والوقاية منها (CDC) توجه الجمهور بغسل اليدين، وينصح باستخدام معقم اليدين الكحولي فقط في حالة عدم توفر الماء والصابون.
عند استخدام مطهر اليدين الكحولي:
1. ضع المنتج على راحة يد واحدة.
2. افرك يديك معًا.
3. افرك المعقم على جميع أسطح اليدين والأصابع حتى تجف اليدين.[13]

### الرعاية الصحية

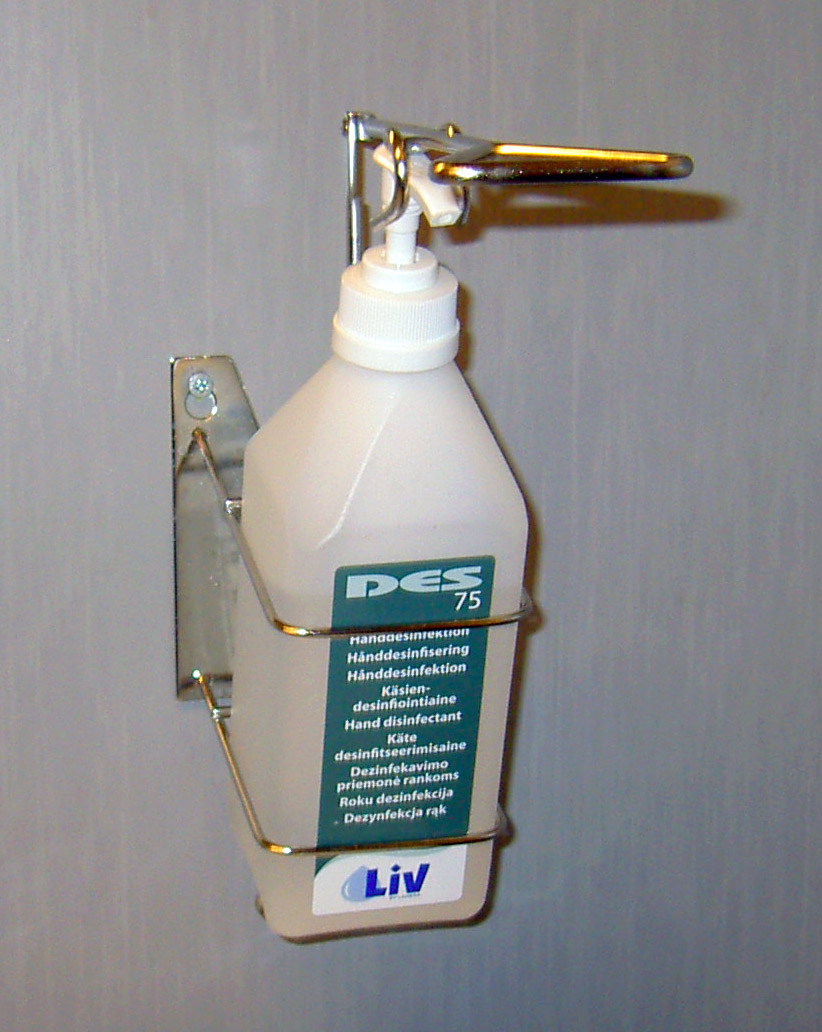
كحول اليد في المستشفى

معقم اليدين الذي يحتوي على الكحول هو أكثر ملاءمة مقارنة بغسل اليدين بالماء والصابون في معظم المواقف في بيئة الرعاية الصحية (المستشفيات). وعمومًا يكون أكثر فعالية في قتل الكائنات الحية الدقيقة، يجب الاستمرار في غسل اليدين إذا كان يمكن رؤية التلوث أو بعد استخدام المرحاض .

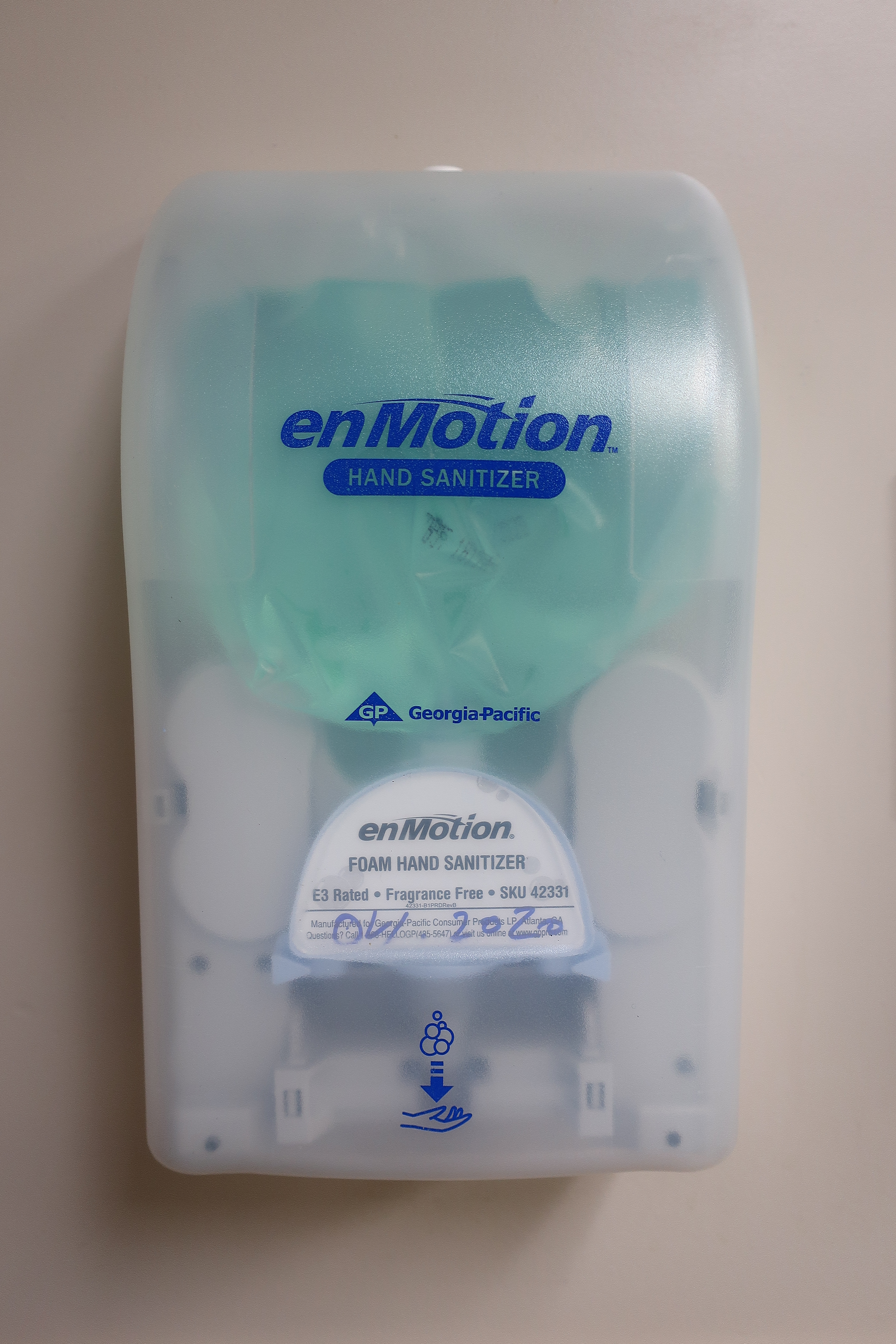
موزع معقم اليدين الآلي

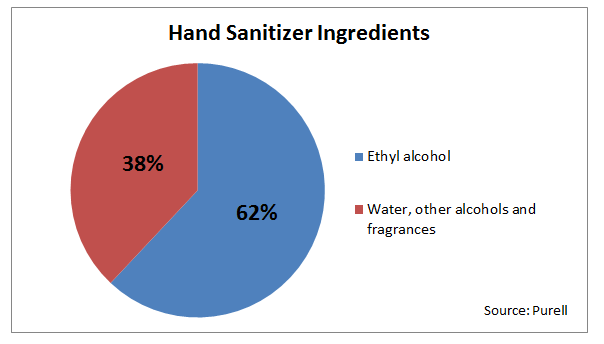
مكونات معقم اليدين

يجب استخدام معقم اليدين الذي يحتوي على 60٪ كحول على الأقل أو يحتوي على «مطهر دائم»، يقتل التدليك بالكحول العديد من أنواع البكتيريا المختلفة، بما في ذلك البكتيريا المقاومة للمضادات الحيوية والبكتيريا المقاومة للسل، 90٪ من المعقمات الكحولية قابلة للاشتعال بدرجة كبيرة، ولكنها تقتل العديد من أنواع الفيروسات، بما في ذلك الفيروسات المغلفة مثل فيروس الإنفلونزا، وفيروس البرد، والفيروسات التاجية ، وفيروس نقص المناعة البشرية، على الرغم من أنها غير فعالة بشكل ملحوظ ضد فيروس داء الكلب.
90٪ من المعقمات الكحولية أكثر فعالية ضد الفيروسات من معظم أشكال غسل اليدين الأخرى. سيقتل كحول الأيزوبروبيل 99.99٪ أو أكثر جميع البكتيريا في أقل من 30 ثانية، سواء في المختبر أو على جلد الإنسان. 
بالنسبة لأماكن الرعاية الصحية مثل المستشفيات والعيادات، فإن التركيز الأمثل للكحول لقتل البكتيريا هو 70٪ إلى 95٪، للحصول على الرعاية الصحية، يتطلب التطهير الأمثل الانتباه إلى جميع الأسطح المكشوفة مثل حول الأظافر، وبين الأصابع، وعلى الجزء الخلفي من الإبهام، وحول المعصم، يجب فرك المعقم الكحولولي باليد تمامًا في اليدين وعلى الساعد السفلي لمدة لا تقل عن 30 ثانية ثم يُترك ليجف في الهواء.

### السلبيات
هناك حالات معينة يفضل فيها غسل اليدين بالماء والصابون على مطهر اليدين، وهذه تشمل: القضاء على الجراثيم البكتيرية من مطثية عسيرة، والطفيليات مثل خفية الأبواغ، وبعض الفيروسات مثل نوروفيروس اعتمادًا على تركيز الكحول في المطهر (95٪ يكون الكحول أكثر فاعلية في القضاء على معظم الفيروسات). بالإضافة إلى ذلك، إذا كانت اليدين ملوثة بالسوائل أو غيرها من الملوثات المرئية، فمن الأفضل غسل اليدين وكذلك بعد استخدام المرحاض وإذا كان الانزعاج يتطور من بقايا استخدام مطهر الكحول. علاوة على ذلك، تقول مراكز مكافحة الأمراض والوقاية منها أن مطهرات اليد ليست فعالة في إزالة المواد الكيميائية مثل المبيدات.

## إنتاج المعقم
في عام 2010، أصدرت منظمة الصحة العالمية دليلاً لكيفية تصنيع معقم اليدين، والذي وجد اهتمامًا متجددًا في أعقاب جائحة فيروس كورونا 2019–20.

## السلامة

### الاشتعال
يمكن أن يشتعل معقم الكحول في حال تعرض للنار، وينتج لهبًا أزرق نصف شفاف، قد لا تنتج بعض مطهرات اليدين هذا التأثير بسبب التركيز العالي للماء أو عوامل الترطيب، كانت هناك بعض الحالات النادرة التي يكون فيها الكحول متورطًا في نشوب حرائق في غرفة العمليات وتسبب في نشوب حريق عند استخدام أداة كي.
لتقليل مخاطر الحريق، يُطلب من مستخدمي معقم الكحول فرك أيديهم حتى يجفوا من المعقم، مما يشير إلى أن الكحول القابل للاشتعال قد تبخر، تقترح إدارات الإطفاء تخزين عبوات معقمات اليدين الكحولية مع مواد التنظيف بعيدًا عن مصادر الحرارة أو اللهب المكشوف.   